# 四月十二日縣

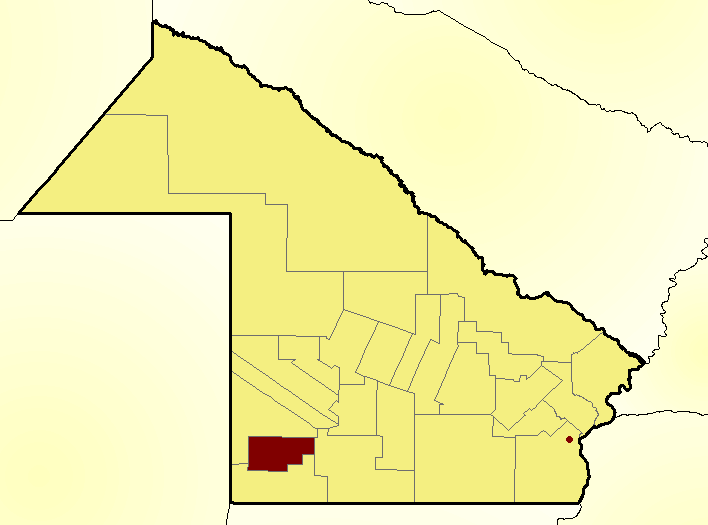

27°37′S 61°21′W / 27.617°S 61.350°W
四月二日縣（西班牙語：Departamento Dos de Abril），是阿根廷的縣份，位於該國北部查科省，首府設於埃爾莫索坎波，面積1,594平方公里，2010年人口7,432，人口密度每平方公里4.66人。